# Монтаньяри

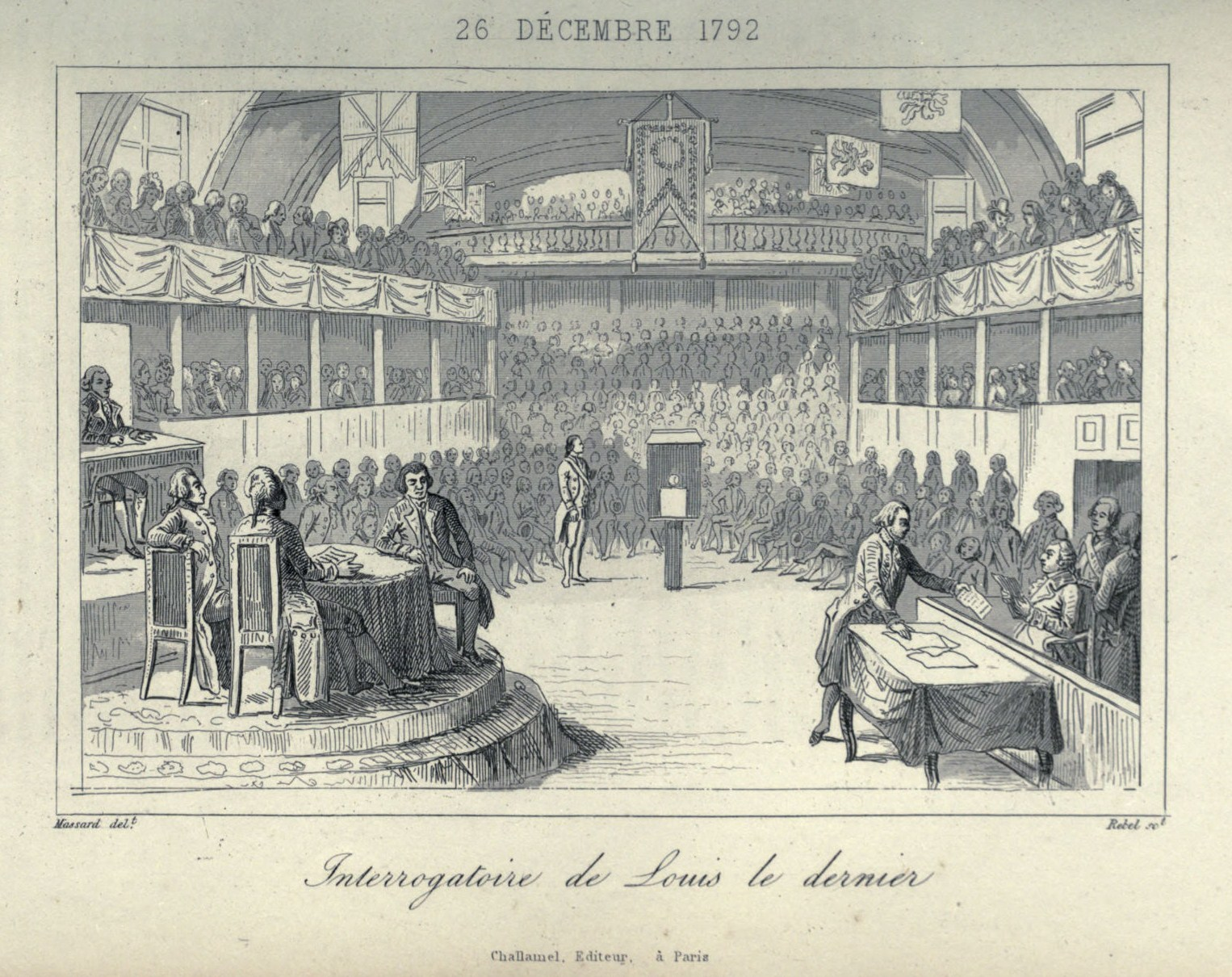
Засідання Конвенту

Монтаньяри (фр. Montagnards — «горяни») — партійна група у французьких Законодавчих зборах (01.10.1791-20.11.1792) та Конвенті, яка виступала за найрадикальнішу революційну перебудову. До групи належали переважно обранці від Парижа, які зазвичай сиділи з лівого боку на верхніх лавах зали засідань — звідси походять як традиційне визначення політичної лівиці, так і, власне назва «монтаньяри» (від фр. Montagne — «гора»).
Монтантьяри вважали себе послідовниками Руссо. Серед них було чимало членів клубу якобінців, які об'єднувалися навколо Робесп'єра і називали себе «друзями конституції». Радикальне крило монтаньярів складали члени клубу кордельєрів, найпопулярнішими ораторами яких були Дантон і Марат, який видавав часопис «Друг народу». Щоправда після того, як жирондистів виключили з якобінського клубу, якобінцями почали називати усіх монтаньярів.
Внаслідок перевороту 31.05.1793 р. монтаньяри-якобінці перебрали керівну роль у Конвенті, а отже в усій Франції, встановивши період якобінської диктатури, яка розпочала масовий терор в країні. В цей час загинули майже всі визначні діячі Революції і десятки тисяч «підозрілих» по всій Франції. Цей режим був повалений внаслідок термідоріанського перевороту (27.07.1794).